# Вальтер Мап
Вальтер Мап (англ. Walter Map, лат. Gualterus Map; около 1140 — 1209) — английский священнослужитель и писатель, придворный короля Генриха II.

## Биография
Основные биографические сведения получены из его главного сочинения «О придворных безделицах» (лат. De nugis curialium). Происходил он из местности на границе с Уэльсом, возможно, из Глостершира или Херефордшира, сам же себя называл жителем марки (лат. qui marchio sum Walensibus), а валлийцев — своими соотечественниками (лат. compatriotae nostri). Известно, что он владел землёй в Уллингсвике близ Вормсли, в восьми милях к северу от Херефорда.
Его родственники служили Генриху II еще до восшествия того на престол. В начале 1160-х годов он обучался каноническому праву в Парижском университете у Жирара Ла Пуселя. Около 1162 года вернулся в Англию, где стал придворным клириком. По его собственным словам, расположение короля он получил исключительно благодаря заслугам своих родителей. Он близко был знаком с Томасом Бекетом, причём когда тот ещё был канцлером и выполнял различные дипломатические поручения.
В частности, он участвовал в миссии ко двору Людовика VII, затем вместе с графом Шампани Генрихом I Щедрым  отправился в Рим на собор, созванный папой Александром III. Полагают, что речь идет о Латеранском соборе 1179. Там ему поручили оспаривать аргументацию вальденсов, пытавшихся добиться от папы разрешения читать Библию на национальном языке.
Был личным врагом Джеффри, внебрачного сына короля и будущего архиепископа Йоркского, и использовал своё влияние при дворе, чтобы помешать преступной деятельности этого бастарда. Когда Джеффри около 1176 года был избран епископом Линкольна, Мап сменил его в должности каноника собора Святого Павла. 
Возможно, он играл какую-то роль при дворе номинального короля Генриха Молодого, о котором очень тепло отзывался. В 1183 году он сопровождал Генриха II в поездке в Анжу, и примерно тогда же получил пребенду в диоцезе Линкольна, в 1186 году стал канцлером епархии. В 1190 году он стал прецентором, в 1197 году был назначен архидиаконом Оксфорда, в 1198 и 1203 годах был кандидатом на выборах епископа Херефорда. Неудачные попытки занять кафедру сблизили его с епископом Хью Линкольнским.
В единственной дошедшей до нас хартии, подписанной им собственноручно, упоминается в качестве свидетеля его родной племянник Филипп Мап. У него были и другие племянники, неизвестные по имени.
Мап определённо ещё был жив 15 марта 1208 года, когда подписан был сохранившийся приказ о выплате ему денежного содержания, однако, по-видимому, умер к сентябрю 1210 года, когда его упомянул его друг и возможный земляк Гиральд Камбрийский в предисловии к своей «Топографии Ирландии», снабдив недвусмысленной ремаркой «да упокоит Господь его душу» (лат. cujus animra propitietur Deus). В календаре из рукописного Херефордского миссала, приложенном к напечатанной в 1717 году в Лондоне «Истории Херефорда», датой его смерти указывается 1 апреля.

## Литературная деятельность
Вальтер Мап принадлежал к группе образованных придворных из окружения короля Генриха II, куда также входили Иоанн Солсберийский, Пётр Блуаский, Томас Бекет, Вас, Бенуа де Сент-Мор, Вальтер Шатильонский и другие представители так называемого «Возрождения XII века». Наибольшую славу он заслужил своим сочинением «О придворных безделицах», написанным между 1181 и 1192 годами и представляющим собой сборник анекдотов, вымышленных историй и случаев из придворной жизни; источниками для него, в частности, служили рассказы Вильяма Ньюбургского и Гиральда Камбрийского. Книга эта не имеет строгой структуры, однако, наряду с различными сплетнями и слухами, содержит немало ценной исторической информации, в частности, о тамплиерах, госпитальерах, характерах и поступках английских королей, а также нравах их придворных, начиная с правления Вильгельма II Рыжего и кончая Генрихом Плантагенетом. 
Объёмистое сочинение Мапа, содержащее, наряду с цитатами из античных классиков вроде Теренция, Вергилия, Горация, Овидия, Цицерона, Плиния, Ювенала, Марциала, Квинтилиана, Авла Геллия и Аврелия Августина, ряд реминисценций и пародий на исторические и легендарные сюжеты, извлечённые из трудов не только Гальфрида Монмутского и того же Гиральда, но и, возможно, куртуазных рыцарских романов, не получило широкой известности при жизни автора. Ориентированное преимущественно на придворные круги, оно является важным источником сведений о ментальности и духовных настроениях правящей элиты Англии эпохи первых Плантагенетов. 
Единственная рукопись «De Nugis Curialium», датируемая XV столетием, находится в собрании Бодлианской библиотеки Оксфордского университета (MS 851). Судя по надписям на ней, она некогда принадлежала Джону Уэллису, монаху-бенедиктинцу из аббатства Рэмси в Хантингдоншире, а затем студенту Глостер-холла в Оксфорде, будущего Вустерского колледжа. В 1850 году литератор и антикварий Томас Райт издал по этому манускрипту сочинение Мапа для «Кемденовского общества».
С той или иной долей вероятности Мапу также приписывают большое число латинских стихотворений и небольших поэм, написанных в стиле поэзии вагантов, вроде «Meum est propositum», а также памятников «голиардической» сатиры на духовенство, в частности, «Confessio Goliae».
До начала XX века считалось, что Вальтер Мап был одним из первых авторов, разрабатывавших артуровские сюжеты, и объединивших цикл легенд об Артуре с мифом о Граале. Это мнение было основано на сообщении анонимного автора прозаических романов «Поиски Святого Грааля» (Queste del saint Graal) и «Смерть Артура» (Mort Artu) из цикла так называемой Вульгаты (Ланселота-Грааля), что в основе его текстов лежали некие латинские рукописи, хранившиеся в аббатстве Солсбери (никогда не существовавшем), и переведенные на французский «Вальтером Мапом, по просьбе своего господина короля Генриха». Современные исследователи считают эту историю типичным вымыслом средневекового сочинителя, стремившегося придать достоверность своим книгам ссылками на несуществующие источники.

## Издания
- Вальтер Мап. Забавы придворных / Изд. подг. Р. Л. Шмараков. — СПб.: Наука, 2020. — 424 с. — (Литературные памятники). — ISBN 978-5-02-040321-5.

- The Latin poems commonly attributed to Walter Mapes, collected and ed. by Thomas Wright. — London: Printed for the Camden society, by J. B. Nichols and son, 1841 archive.org
- Gualteri Mapes. De nugis curialium distinctiones quinque. — London: Printed for the Camden society, 1850 archive.org
- Le Roman de la Charette d'après Gauthier Map et Chrestien de Troies. — La Haye: Belinfante Frères, 1850 archive.org
- Walter Map. De nugis curialium. — Oxford: Clarendon press, 1914 archive.org